# Zemlja (geografski pojam)
Zemlja je teritorijalno područje pravno definirano kao poseban entitet u političkoj geografiji. U kolokvijalnom jeziku, ovaj pojam često se koristi kao sinonim za državu, premda riječ “zemlja” (kao teritorijalno područje) ima mnogo šire značenje od riječi “država”. Pod pojmom zemlje najčešće se, ali ne i uvijek, podrazumijeva suveren teritorij jedne države, koji se povezuje s tom državom, narodom ili vladom.
U hrvatskom jeziku, riječ “zemlja” ima više značenja: planet Zemlja, zemlja kao država, zemlja kao kopno, zemlja kao tlo itd. U političkoj geografiji, pojam zemlja koristi se za posebno definirana teritorijalna područja, koja (geografski) obuhvaćaju zemljište većega prostranstva, koje čini izvjesnu cjelinu u pogledu reljefa, klime, hidrografije, tla, biljnog pokrivača, kao i elemenata društveno-geografske sredine. Područje može biti i administrativno-teritorijalna jedinica. U takvoj podjeli državne teritorija, područje predstavlja upravnu ili samoupravnu jedinicu koja obuhvaća teritorij znatno veći od općine.
Zemlja je teritorijalno područje s posebnim geografskim, klimatskim, nacionalnim, kulturnim, povijesnim ili političkim granicama, koje je odvajaju od ostatka geografskoga područja. To je dio zemljine površine (površine planete Zemlje) s posebnim karakteristikama u odnosu na bilo koje drugo određeno područje na planeti.
Zemlja nije isto što i sam teritorij. Teritorij je dio površine s definiranim granicama. Teritorijem prvenstveno nazivamo zemljišni prostor u nadležnosti neke države ili druge administrativno-teritorijalne jedinice koja istu ima u svom sastavu. Državni teritorij kao jedno od obilježja države jedan je dio svijeta pod jurisdikcijom neke države.
Zemlja može imati i nacionalni suverenitet ili biti pod suverenitetom druge države kao (kolonija, protektorat, okupirani teritorij i dr). Zbog ove činjenice, u mnogim jezicima, pa i u hrvatskom, riječi zemlja i država imaju slično značenje, pa se često riječ zemlja koristi kao sinonim za državu. Pojam država uglavnom se koristi, kako bi označio politički karakter zemlje. 
Pod pojmom zemlja, osim suverenih država obuhvaćamo i sporne države, nesuverene zemlje, nacionalne teritorije, povijesne (bivše) države i drugo.